# A26 road
Die A26 road (englisch für Straße A26) ist eine 78,9 km lange, auf dem größten Teil ihres Verlaufs als Primary route ausgewiesene Straße, die von Maidstone nach Newhaven am Ärmelkanal führt.

## Verlauf

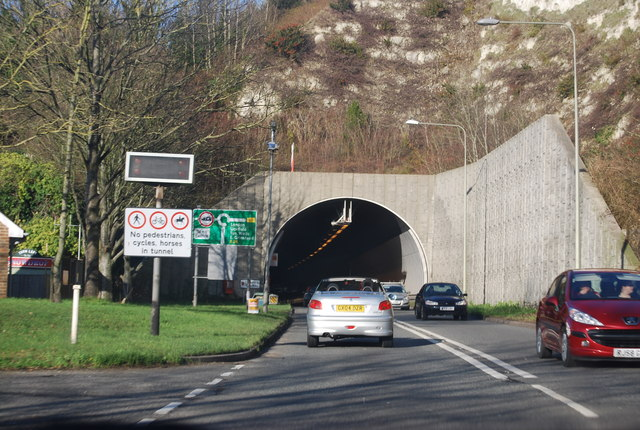
Der Culfail-Tunnel (Aufnahme 2012)

Die Straße beginnt in Maidstone an der A20 road, führt in westsüdwestlicher Richtung nach Merewood, wo die von Rochester kommende, als Primary route ausgewiesene A 228 road auf sie trifft, und setzt sich, nunmehr selbst Primary route, nach Tonbridge fort. Nach Kreuzung mit der die Stadt südlich umgehenden A21 road führt die A26 weiter nach Royal Tunbridge Wells und von dort über Crowborough im Weald nach Uckfield am River Ouse, das sie gemeinsam mit der A22 road auf einem bypass westlich umgeht. Nach ihrem Abzweig von der A22 führt sie weiter nach Lewes und kreuzt südlich der Stadt die A27 road, die die Küste in einigem Abstand begleitet. Nach kurzem gemeinsamem Verlauf mit dieser führt sie, dem River Ouse folgend, nach dem Fährhafen Newhaven (Fährverbindung nach Dieppe in Frankreich), wo sie auf die A259 road trifft und endet.